# Olympische Sommerspiele 1992/Teilnehmer (Vereinigte Arabische Emirate)
| Gelbes Symbol für Goldmedaillen mit stilisierten Olympischen Ringen | Graues Symbol für Silbermedaillen mit stilisierten Olympischen Ringen | Braundes Symbol für Bronzemedaillen mit stilisierten Olympischen Ringen |
| ------------------------------------------------------------------- | --------------------------------------------------------------------- | ----------------------------------------------------------------------- |
| —                                                                   | —                                                                     | —                                                                       |

Die Vereinigten Arabischen Emirate nahmen an den Olympischen Sommerspielen 1992 in Barcelona mit einer Delegation von dreizehn männlichen Athleten an neunzehn Wettkämpfen in drei Sportarten teil. Es konnten dabei keine Medaillen gewonnen werden.

## Teilnehmer nach Sportarten

### Leichtathletik
- Ibrahim Al-Matrooshi
Zehnkampf: 27. Platz

- Mohamed Al-Nahdi
1500 Meter: Vorläufe

- Mohamed Al-Tunaiji
800 Meter: Vorläufe

- Abdullah Sabt Ghulam
400 Meter Hürden: Vorläufe

### Radsport
- Ali Al-Abed
100 Kilometer Mannschaftszeitfahren: 23. Platz
Straßenrennen: DNF

- Khalifa Bin Omair
Straßenrennen: DNF
100 Kilometer Mannschaftszeitfahren: 23. Platz

- Mansoor Bu Osaiba
Straßenrennen: DNF
100 Kilometer Mannschaftszeitfahren: 23. Platz

- Khamis Harib
100 Kilometer Mannschaftszeitfahren: 23. Platz

### Schwimmen
- Obaid Al-Rumaithi
4 × 100 Meter Freistil: 18. Platz
4 × 200 Meter Freistil: 18. Platz
100 Meter Brust: 52. Platz
200 Meter Brust: 51. Platz
4 × 100 Meter Lagen: 23. Platz

- Mohamed Bin Abid
50 Meter Freistil: 62. Platz
100 Meter Freistil: 70. Platz
4 × 100 Meter Freistil: 18. Platz
4 × 200 Meter Freistil: 18. Platz
100 Meter Brust: 57. Platz
4 × 100 Meter Lagen: 23. Platz

- Ahmad Faraj
50 Meter Freistil: 64. Platz
100 Meter Freistil: 66. Platz
200 Meter Freistil: 53. Platz
4 × 100 Meter Freistil: 18. Platz
4 × 200 Meter Freistil: 18. Platz
4 × 100 Meter Lagen: 23. Platz

- Mohamed Khamis
100 Meter Schmetterling: 66. Platz
200 Meter Schmetterling: 46. Platz
4 × 100 Meter Lagen: 23. Platz

- Abdullah Sultan
4 × 100 Meter Freistil: 18. Platz
4 × 200 Meter Freistil: 18. Platz
100 Meter Rücken: 52. Platz
200 Meter Rücken: disqualifiziert